# 田口真堂
田口 真堂（たぐち しんどう、1950年3月7日 - ）は、日本の風水師、風水の実践者。東洋思想研究者。

## 略歴
1950年、神奈川県平塚市生まれ。
法政大学法学部に在籍中、東洋運命学に心惹かれ、「易学研究会」を主宰。20歳で財団法人日本心霊科学協会の講師を務める。その後、日本超能力研究会副会長、祭政評議会会長を経て、東洋運命学の原理と仏教哲学の理論を踏まえた修行道場「蓮華蔵院」を主宰し、後進の育成に当たる。また、数十社の事業アドバイザー、経営コンサルタントを兼務する。宗教学博士。田口真堂事務所代表取締役。

## 著書
- 『気学入門 自分に現われる運命を事前に証す』(プレイブックス) 青春出版社, 1972
- 『仙術入門』大陸書房, 1973
- 『奇門遁甲入門 相手を自分の意のままに動かす』(プレイブックス) 青春出版社, 1974
- 『気学推命 あなたの中に潜在するこれからの運命』(プレイブックス) 青春出版社, 1976
- 『事業相 盛衰の命運を予告する経営法則にない運・不運の秘密』(ワニの本. ベストセラーズ, 1977
- 『面掌吉相学入門 自分に現われる幸運の予兆』(ワニの本. ベストセラーズ, 1979
- 『暗剣殺占術 時間と方位の死角 気学同会法入門』(ワニの本. ベストセラーシリーズ) ベストセラーズ, 1979
- 『合婚法入門 適中の紫薇占星学』(マイ・ブック) 文化創作出版, 1981
- 『自分の運を開く守護霊』国際情報社, 1981
- 『般若心経が救う』光書房, 1983
- 『法華経が救う 生命の予言と奇跡』(マイ・ブック) 文化創作出版, 1983
- 『ついに謎がとけた 前世とあなたの不思議関係  よき因縁をもたらす本』(ワニの本. ベストセラーシリーズ) ベストセラーズ, 1986
- 『気学風水入門 願いがかなう 愛、財産、健康が自由自在・中国4,000年の奥儀を初公開』永岡書店, 1993
- 『風水運命術 中国人の知恵の結晶』(サラ・ブックス) 二見書房, 1994
- 『秘伝 極意 風水盤占い』二見書房, 1995
- 『変運自在 風水奇門遁甲盤―人の心を思いのままに操る不思議な占術』二見書房, 1995
- 『決定版・風水運命術』(二見wai wai文庫) 二見書房, 1995
- 『風水運の超法則 これからの10年間 諸葛孔明が必敗必死を覆した時空間の秘術』(プレイブックス) 青春出版社, 1995
- 『五黄殺占術 風水学で大厄を予知』(サラ・ブックス) 二見書房, 1995
- 『改名運命術 3000人を成功に導いた風水学の奥義』(サラ・ブックス) 二見書房, 1997
- 『風水陽宅術 風水で願いがかなう 幸運(ツキ)をよぶ部屋、よばない部屋』(My book) 文化創作出版, 1998
- 『安倍晴明「式盤」占い 陰陽道奥義』二見書房, 2001
- 『風水の本当の凄さがわかる本』(Kawade夢文庫. 「電車の中でお勉強」シリーズ) 河出書房新社, 2001
- 『新版風水奇門遁甲盤』二見書房, 2002
- 『退魔術全書 悪霊を封じ守護霊を呼ぶ』(サラ・ブックス 二見書房, 2002
- 『風水でつくられた日本列島の秘密 都市、城郭、寺社、陵墓…造営に隠された謎を探る』(Kawade夢新書) 河出書房新社, 2002
- 『あなたの前世が見えてくる』(Kawade夢文庫 河出書房新社, 2003
- 『新・気学入門 あなたの運勢が劇的に変わる秘密の法則』ダイヤモンド社, 2003
- 『最新版 極意 風水盤占い』二見書房, 2005
- 『決定版 極意 風水盤占い』二見書房, 2012

### 監修
- 『風水暦 1997 (Magazine House mook) マガジンハウス, 1996
- 『風水暦 1998 (Magazine House mook) 監修. マガジンハウス, 1998
- 『風水暦 1999 (Magazine House mook) 監修. マガジンハウス, 1998
- 『2000風水暦 (Magazine House mook) 監修. マガジンハウス, 1999

翻訳
- デーモン・グッドホープ『風水神運術 孔子が極めた奇跡のカード』監訳, 白根美保子訳 (サラ・ブックス) 二見書房, 1997